# Gornji Andrijevci
Gornji Andrijevci – wieś w Chorwacji, w żupanii brodzko-posawskiej, w gminie Sibinj. W 2011 roku liczyła 467 mieszkańców.